# 突き落とし
突き落とし（つきおとし）とは、相撲の決まり手の一つである。片手を相手の腋に当て、背部などを突いて斜め下に落とす技。動きの最中に決まることが多く、2つとも体を開かず正面から払い落とすように打つ技であるため、引き落としと判別しにくいことがある。実際の判定としては片方の手で差さずにただ単に上から背部を突いて落としただけでも当決まり手が採用される場合も少なくない。体勢によっては上手出し投げに似る場合があるが、突き落としは背部を突くこと、廻しを取らないことなどの違いがある。
土俵際に追い詰められた力士が抵抗するなど、土俵を割る前に何かしらの理由で相手力士の重心が崩れ、横に倒れることで偶然的に発生するケースも稀に見られる。